# Dancing on My Own
Dancing on My Own je elektropopová píseň od švédské zpěvačky Robyn. Napsali ji Robyn a Patrik Berger. Pochází z jejího pátého studiového alba Body Talk Pt. 1.

## Hitparáda
| Země           | Umístění |
| -------------- | -------- |
| Evropa         | 22       |
| Švédsko        | 1        |
| Dánsko         | 2        |
| Norsko         | 6        |
| Německo        | 67       |
| Velká Británie | 8        |